# Tana (Fußballspieler)
Pedro Tanausú Domínguez Placeres (* 20. September 1990 in Las Palmas de Gran Canaria), auch als Tana bekannt, ist ein spanischer Fußballspieler.

## Karriere
Tana erlernte das Fußballspielen in den Jugendmannschaften von Veteranos del Pilar, UD Las Palmas, Acodetti und Unión Viera. Seinen ersten Profivertrag unterschrieb er am 1. Januar 2010 beim UD Villa de Santa Brígida in Santa Brígida auf der Kanarischen Insel Gran Canaria. Über die Station UD Vecindario, wo er von 2010 bis 2011 spielte, wechselte er im Januar 2012 zu seinem Jugendverein UD Las Palmas. Bei dem Verein aus Las Palmas de Gran Canaria stand er bis Anfang September 2020 unter Vertrag. Mit Las Palmas spielte er von 2011 bis 2015 in der zweiten spanischen Liga. Am Ende der Spielzeit 2014/15 belegte er mit Las Palmas den vierten Tabellenplatz und stieg als Sieger der Play-offs in die erste Liga auf. Die Saison 2017/18 wurde man Tabellenvorletzter und musste somit wieder den Weg in die Zweitklassigkeit antreten. Im Januar 2019 wechselte er auf Leihbasis zum chinesischen Zweitligisten Zhejiang Greentown. Für den Verein aus Hangzhou bestritt er sieben Ligaspiele. Nach der Ausleihe kehrte er zu Las Palmas zurück. Nach insgesamt 129 Ligaspielen für Las Palmas wurde sein Vertrag Anfang September 2020 nicht verlängert. Bis Ende des Jahres war er vertrags- und vereinslos. Am 1. Januar 2021 unterschrieb er einen bis Saisonende 2020/21 befristeten Vertrag beim Zweitligisten Albacete Balompié. Für den Verein aus Albacete stand er neunmal in der Liga auf dem Spielfeld. Vom 1. Juli 2021 bis Anfang Februar 2022 war er wieder vertrags- und vereinslos. Der Maziya S&RC, ein maledivischer Fußballverein, nahm ihn Anfang Februar 2022 unter Vertrag. Mitte August 2022 wechselte er nach Indien. Hier unterschrieb er in Salcete einen Vertrag bei dem I-League-Verein Churchill Brothers SC. Nach elf Ligaspielen wurde sein Vertrag Ende April 2023 nicht verlängert. Von Mitte September 2023 bis Mitte August 2024 spielte er bei den unterklassigen spanischen Vereinen UD Tamaraceite und CD Mensajero. Mitte August 2024 ging er nach Thailand. Hier unterschrieb er in Ratchaburi einen Vertrag beim Erstligisten Ratchaburi FC.